# Crotalus viridis
Crotalus viridis là một loài rắn trong họ Rắn lục. Loài này được Rafinesque mô tả khoa học đầu tiên năm 1818.

## Hình ảnh

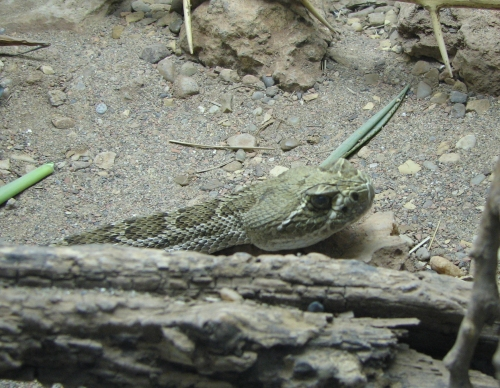
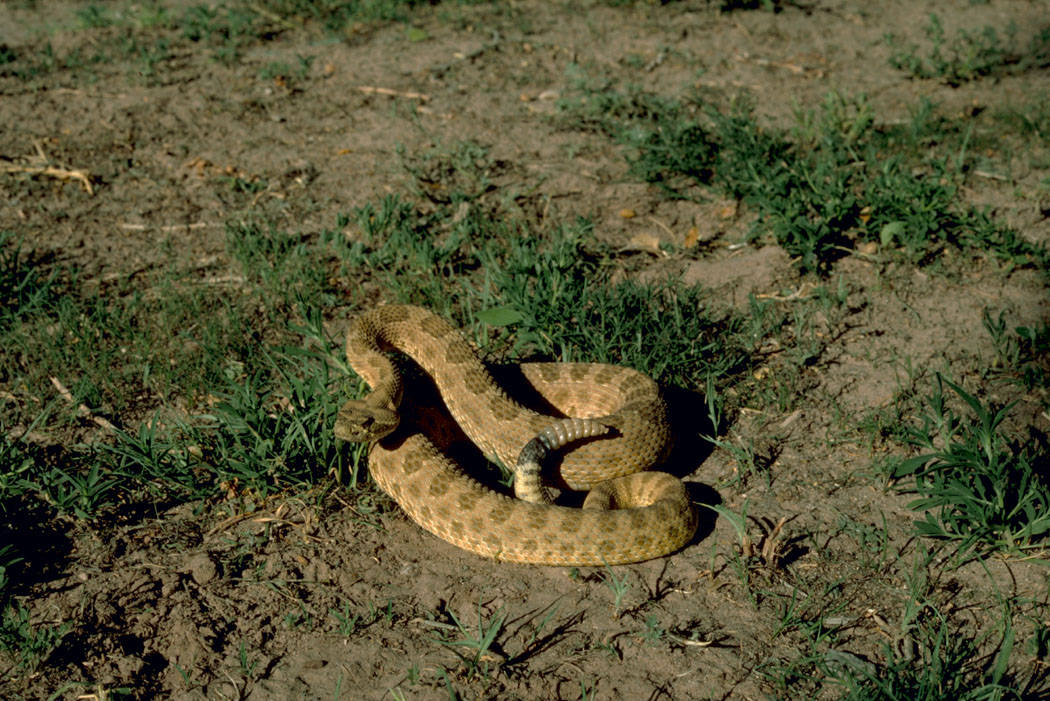
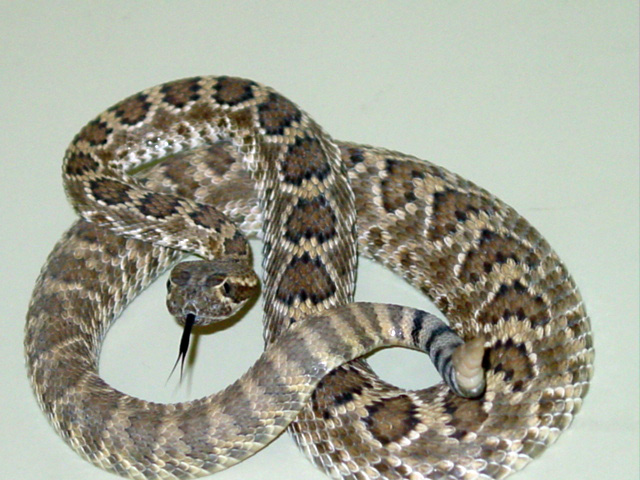
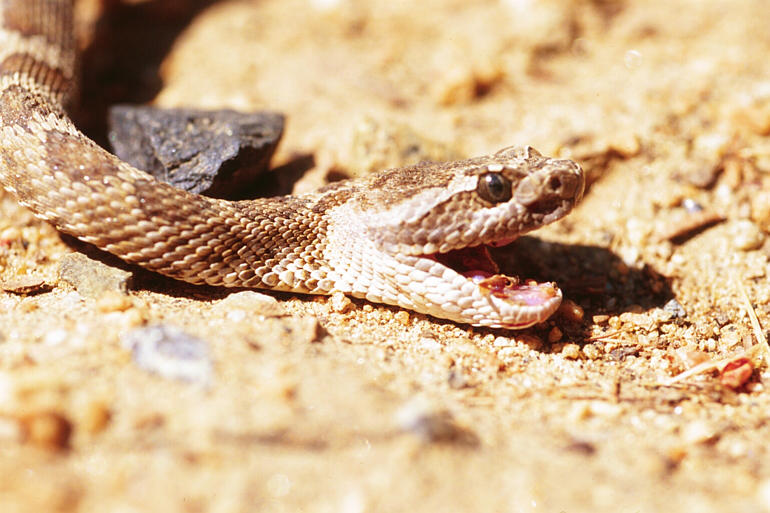